# Susanna Margarethe von Anhalt-Dessau
Susanna Margarethe von Anhalt-Dessau (* 25. August 1610; † 3. Oktober 1663, in Babenhausen) war eine Tochter des Fürsten Johann Georg I. von Anhalt-Dessau (* 1567; † 1618) und der Pfalzgräfin Dorothea von Pfalz-Simmern.

## Leben
Sie wurde zunächst 1641 mit Graf Johann Ernst von Hanau-Münzenberg-Schwarzenfels (* 1613; † 1642), dem letzten männlichen Erben aus der Familie der Grafen von Hanau-Münzenberg, verlobt, der allerdings noch vor der Hochzeit starb.
Daraufhin heiratete sie am 16. Februar 1651 Graf Johann Philipp von Hanau-Lichtenberg (* 1626; † 1669), einen jüngeren Bruder des nun regierenden Grafen von Hanau, Friedrich Casimir (* 1623; † 1685), der wiederum mit der Schwester von Susanna Margarethe, Sibylle Christine von Anhalt-Dessau (* 1603; † 1686), verheiratet war. Beide Ehen blieben kinderlos.